# 우고 알베르토 모랄레스
우고 알베르토 모랄레스(스페인어: Hugo Alberto Morales, 1974년 7월 30일, 부에노스 아이레스 주 부에노스 아이레스 ~)는 아르헨티나의 전직 축구 선수로, 현역 시절 미드필더로 활약했다.